# 奥恰科沃
奥恰科沃（俄语：Очаково）是俄罗斯一家酒精和非酒精饮料制造商，它还拥有一家酿酒厂和自己的葡萄种植園、农业企业、麦芽厂、航天工业工厂和疗养院。奥恰科沃在俄羅斯境內的格瓦斯市場上佔有一定的份額。該公司的歷史可以追溯到1978年12月18日，當時人們建造該飲料工廠的目的是準備向前來參加1980年夏季奥林匹克运动会的運動員以及前來觀看比賽的遊客提供啤酒和软饮料。

## 外部鏈接
- Официальный сайт «Очаково» （页面存档备份，存于）